# Мартинсвил (Индијана)
Мартинсвил (енгл. Martinsville) град је у америчкој савезној држави Индијана.

## Демографија
По попису из 2010. године број становника је 11.828, што је 130 (1,1%) становника више него 2000. године.
| Група             | 2000.          | 2010.          |
| Белци             | 11.460 (98,0%) | 11.448 (96,8%) |
| Афроамериканци    | 11 (0,1%)      | 24 (0,2%)      |
| Азијати           | 21 (0,2%)      | 43 (0,4%)      |
| Хиспаноамериканци | 116 (1,0%)     | 154 (1,3%)     |
| Укупно            | 11.698         | 11.828         |